# Кишкина, Софья Исааковна
Со́фья Исаа́ковна Ки́шкина (урожд. Ратнер; 1914 — 1993) — учёный в области прочности и надёжности авиационных материалов.

## Биография
В 1937 году окончила Московский институт стали и сплавов. Работала во Всероссийском научно-исследовательском институте авиационных материалов инженером, начальником сектора.

### Семья
Муж — Сергей Тимофеевич Кишкин (1906—2002) — академик АН СССР / РАН; специалист в области металловедения и создания высокопрочных и жаропрочных конструкционных материалов.

## Научная деятельность
Доктор технических наук, профессор.
Создала лабораторию, в которой под её руководством изучались процессы развития механики хрупкого и вязкого разрушения, созданы методы оценки прочности и надёжности авиационных материалов, разработаны способы повышения их долговечности.
Автор более 150 научных трудов и изобретений.

### Избранные труды
- Кишкина С. И. Сопротивление разрушению алюминиевых сплавов. — М : Металлургия, 1981. — 279 с. — 2230 экз.
- Кишкина С. И., Браташев В. Л., Гук Н. В., Митрофанова М. Г. Разрушение алюминиевых сплавов : Атлас фрактограмм : Справ.-метод. пособие / Под ред. Р. Е. Шалина и др. — М : ВИАМ, 1988. — 167 с. — 400 экз.

## Награды
- ордена Трудового Красного Знамени, «Знак Почёта»
- Медаль «За трудовое отличие»
- Премия Совета Министров СССР (1982)[1][2].